# Mesón vectorial

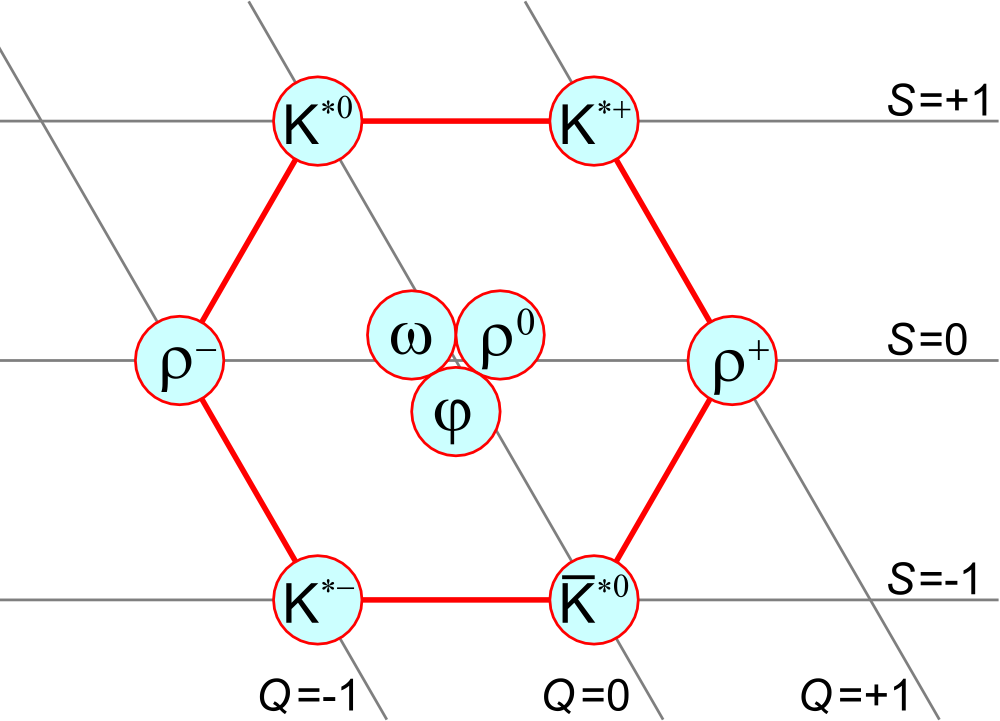
Noneto de mesones vectoriales.

En física de altas energías, un mesón vectorial es un mesón con espín total J igual a 1 y paridad impar (generalmente simbolizado como JP = 1-). Se le puede comparar con el mesón pseudovectorial, que tiene un espín total de 1 y paridad par.
Los mesones vectoriales tienen los espines del quark y antiquark alineados, y su momento angular orbital es cero, lo que da como resultado que J=1. Tienen paridad negativa. Los diagramas están trazados con la extrañeza sobre el eje vertical y el isospín sobre el eje horizontal.
El mesón vectorial ro (ρ), tiene una masa enormemente más grande que el mesón pseudo-escalar pi, que tiene el mismo contenido de quarks, lo que nos señala la extraordinaria variación de las masas efectivas de los quarks.
Los mesones vectoriales fueron descubiertos en experimentos desarrollados a partir de 1960, y son bien conocidos por su patrón espectroscópico de masas. Desde el desarrollo del modelo de quark por Murray Gell-Mann (y de forma independiente también por George Zweig), los mesones vectoriales han demostrado la espectroscopia de estados puros. Se da el hecho de que para I = 1, el mesón rho (ρ), y para I = 0, el mesón omega (ω), tienen casi la misma masa, en torno a 770-780 MeV/c2, mientras que el mesón phi (φ) tiene una masa superior en torno a 1020 MeV/c2; esto indica que los mesones vectoriales formados por quarks ligeros aparecen en estados casi puros con el mesón φ teniendo casi un 100% de amplitud de extrañeza oculta.
Esta característica de los mesones vectoriales no es del todo evidente en los mesones pseudoescalares o en los multipletes de mesones escalares, y puede ser sólo ligeramente apreciada entre los mesones tensoriales y los multipletes de mesones pseudovectoriales. Este hecho hace que los mesones vectoriales sean una excelente sonda del sabor de los quarks contenidos en los otros tipos de mesones, medidos a través de las respectivas tasas de desintegración de los mesones no-vectoriales en los diferentes tipos de mesones vectoriales. Estos experimentos son muy reveladores para los teóricos que tratan de determinar el contenido de sabor de los mesones de estado mixto.
Para masas mayores, los mesones vectoriales incluyen en su estructura los quarks encanto y abajo. En este ámbito, tienden a destacar los procesos radiativos, con los mesones tensoriales pesados y los mesones escalares decayendo predominantemente en mesones vectoriales por emisión de fotones. Los mesones pseudovectoriales transicionan mediante un proceso similar en mesones pseudoescalares. Como gran parte del espectro de mesones pesados está ligado por procesos radiativos con los mesones vectoriales, se puede pensar que los mesones vectoriales forman una especie de columna vertebral de la espectroscopia de los mesones en general.
Algunos mesones vectoriales pueden, en comparación con otros mesones, ser medidos con una muy alta precisión. Esto se deriva del hecho de que tienen los mismos números cuánticos que el fotón, JPC  = 1−0. Por lo tanto aparecen en las colisiones electrón-positrón en el proceso {\displaystyle e^{-}e^{+}\to \gamma \to q{\bar {q}}}, que proporcionan experimentalmente una señal clara en comparación con otras mediciones, la cual tiene que emplear procesos hadrónicos.

## Ejemplos
- Mesón ρ
- Mesón ω
- Mesón φ
- Mesón K*(892)
- Mesón D*
- Mesón J/Ψ
- Mesón ϒ